# Église Saint-Christophe de Lasbordes
Pour les articles homonymes, voir Église Saint-Christophe.
L'église Saint-Christophe de Lasbordes est une église catholique située en France sur la commune de Lasbordes, dans le département de l'Aude en région Occitanie.
L'église a été inscrite au titre des monuments historiques en 1988. Les Parois murales du chœur avec leurs peintures ont été classés au titre des monuments historiques en 1993.

## Localisation
L'église est située dans le département français de l'Aude, sur la commune de Lasbordes.